# ویتور (بازیکن فوتبال، زاده ۱۹۵۳)
ویتور (پرتغالی: Vitor؛ زادهٔ ۲۳ نوامبر ۱۹۵۳) بازیکن فوتبال اهل برزیل بود.
از باشگاه‌هایی که در آن بازی کرده‌است می‌توان به باشگاه ورزشی کروزیرو اشاره کرد.
وی همچنین در تیم ملی فوتبال برزیل بازی کرده‌است.